# Maison carrée
Maison carrée (în traducere „Casa pătrată” sau, după franceza veche, „Casa rectangulară”) este un templu roman antic, care se află în orașul Nîmes din sudul Franței. Acesta este un exemplu remarcabil de arhitectură romană și unul dintre cele mai bine conservate temple romane din lume. Este un templu provincial augustan de dimensiuni medii dedicat cultului imperial (un caesareum).
Maison carrée a fost sursă de inspirație pentru biserica de tip neoclasic „Madeleine” din Paris, Biserica „Sf. Marcelin” din Rogalin (Polonia) și pentru Capitoliul statului Virginia din Statele Unite ale Americii, proiectat de Thomas Jefferson, care făcuse un model din stuc al Maison carrée în timp ce era ambasador în Franța în 1785.
În septembrie 2023, Maison carrée din Nîmes a fost înscrisă în Lista Patrimoniului Mondial UNESCO.

## Istorie

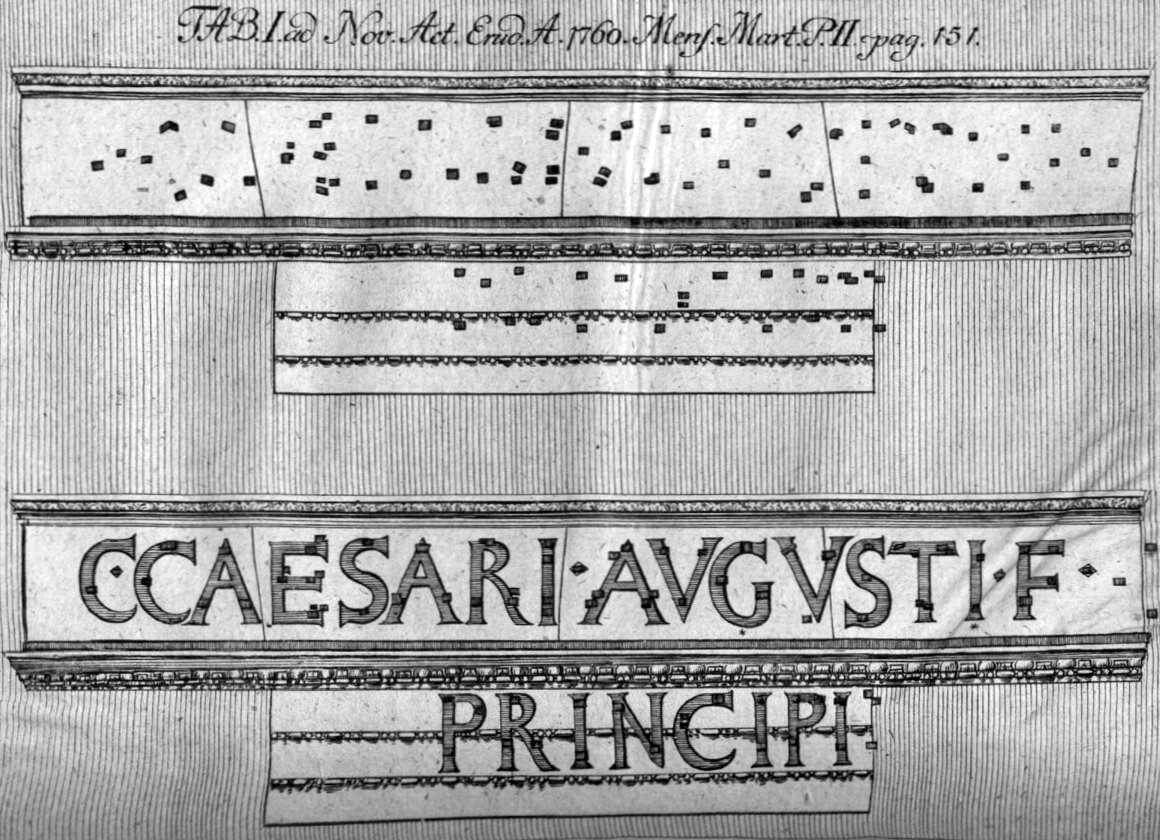
Ilustrație din lucrarea Dissertation sur l'ancienne inscription de la Maison-Carrée de Nismes publicată în Acta Eruditorum, 1760

În aproximativ 4–7 d.Hr., Maison carrée a fost dedicată sau rededicată lui Gaius și Lucius Caesar, nepoții și moștenitorii adoptați ai lui Augustus, care au murit amândoi de tineri. Inscripția care dedica templul lui Gaius și Lucius a fost eliminată în epoca medievală. Cu toate acestea, un erudit local, Jean-François Séguier, a reușit să reconstruiască inscripția în 1758 din ordinea și numărul găurilor de pe friza frontală și de pe arhitrava pe care literele de bronz fuseseră lipite. Conform reconstituirii lui Séguier, textul dedicației scria (în traducere): „Către Gaius Caesar, fiul lui Augustus, consul; lui Lucius Caesar, fiul lui Augustus, consul desemnat; prinților tinereții”. În timpul secolului al XIX-lea templul a început încet să-și recapete splendoarea inițială, datorită eforturilor lui Victor Grangent.

## Arhitectură

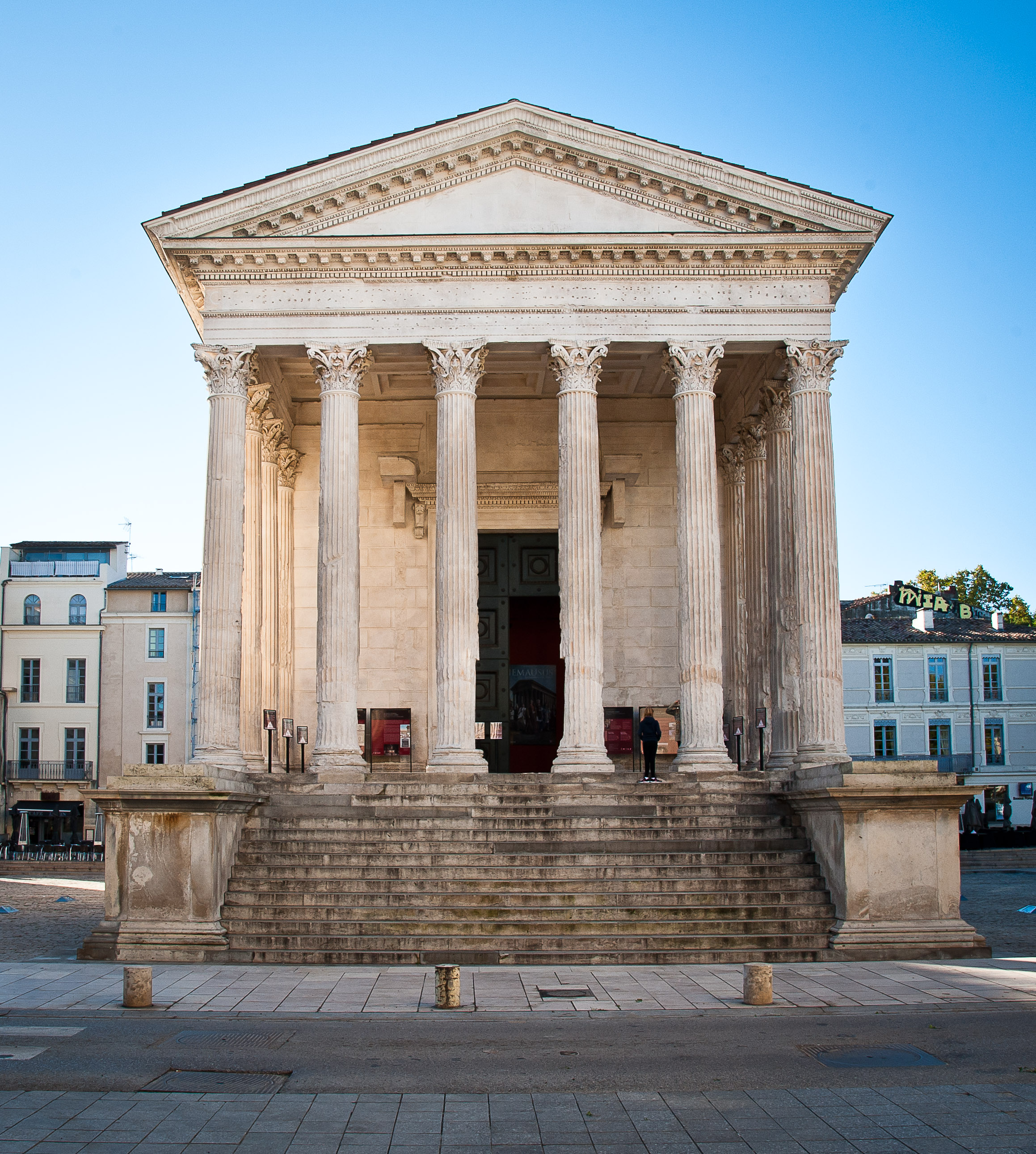
Vedere din față

Maison carrée este similară cu un templu roman în stil toscan, așa cum este descris în scrierile lui Vitruviu (un scriitor roman contemporan specializat în arhitectură), deși în această construcție se folosește ordinul corintic. Ridicat pe un podium de 2,85 m înălțime și cu dimensiuni de 26,42 m pe 13,54 m, formând un dreptunghi cu lungimea de două ori mai mare decât lățimea, templul a dominat forul orașului roman Nîmes, aflat astăzi în sudul Franței. Fațada conține un portic adânc sau un pronaos, care este de aproape o treime din lungimea clădirii și este bogat decorat în ceea ce privește coloanele și capitelurile sale. Acest pridvor adânc subliniază fața templului și îi diferențiază aspectul de templele grecești antice.

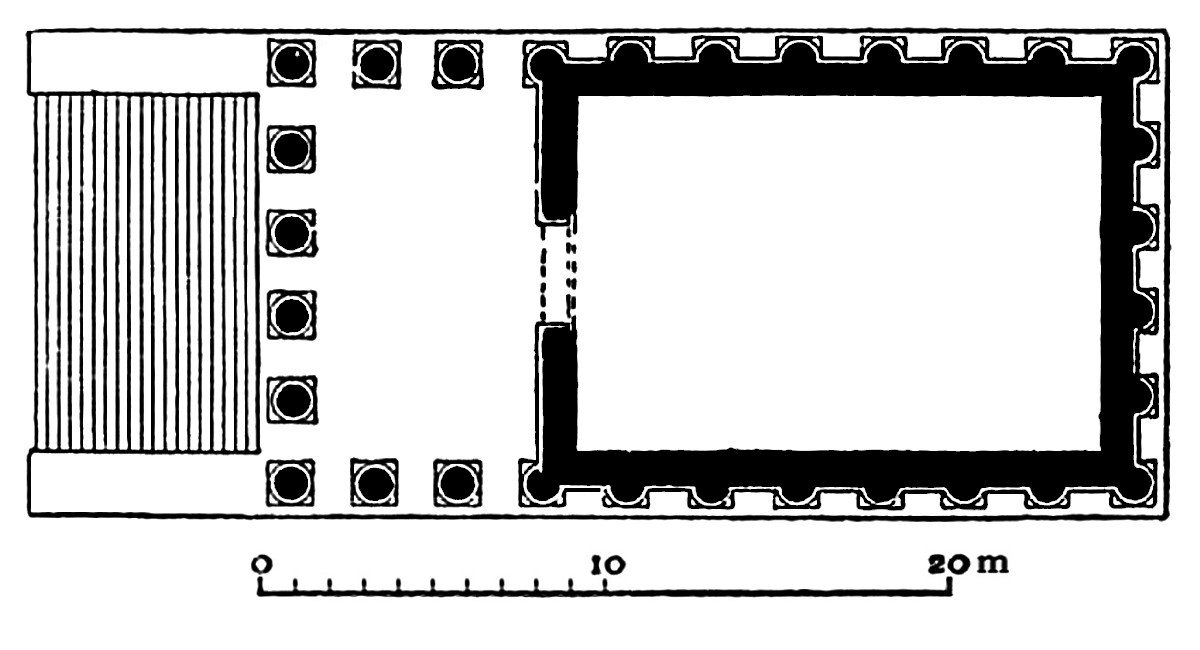
Planul acestui templu antic

Este un design hexastil (cu șase coloane corintice) sub fronton la fiecare capăt și pseudoperipteral în sensul în care douăzeci de coloane angajate sunt încorporate de-a lungul pereților naosului. Deasupra coloanelor, arhitrava este împărțită în trei niveluri cu raporturi de 1:2:3. Decorul cu ove desparte arhitrava de friză. Pe trei laturi friza este decorată cu sculpturi ornamentale în relief de rozete și frunze de acantă sub un rând de denticule foarte fine. Cu toate acestea, rafinamentul sculpturilor decorative de pe clădire nu este nici pe departe la fel de precis și de perfect din punct de vedere matematic precum decorul de pe Partenon sau de pe alte temple grecești.
O ușă mare (de 6,87 m înălțime și 3,27 m lățime) duce la interiorul mic și fără ferestre, unde a fost adăpostit inițial altarul. Acesta este în prezent folosit pentru a găzdui o proiecție cinematografică pentru turiști despre istoria romană a Nîmesului. În interiorul naosului nu a mai rămas nicio decorație antică.

## Restaurări
Clădirea a suferit o restaurare amplă de-a lungul secolelor. Până în secolul al XIX-lea a făcut parte dintr-un complex mai mare de clădiri alăturate. Acestea au fost demolate când Maison carrée a găzduit ceea ce este azi Musée des Beaux-Arts de Nîmes (din 1821 până în 1907), readucând templul la izolarea de care s-ar fi bucurat în epoca romană. Pronaosul a fost restaurat la începutul secolului al XIX-lea, când i s-a oferit un nou tavan, proiectat în stil roman. Actuala ușă a fost realizată în 1824.
A suferit o nouă restaurare între 1988–1992, în timpul căreia i-a fost refăcut acoperișul și piața din jur a fost eliberată, dezvăluind contururile forului roman antic. Sir Norman Foster a fost însărcinat să construiască o galerie de artă modernă și o bibliotecă publică, cunoscută sub numele de Carré d'Art, în partea îndepărtată a pieței, pentru a înlocui teatrul orașului din Nîmes, care a ars complet în 1952. Acest lucru oferă un contrast uimitor cu Maison carrée, dar redă multe dintre caracteristicile sale, cum ar fi porticul și coloanele, în oțel și sticlă. Contrastul modernității sale este astfel atenuat de asemănarea fizică dintre cele două clădiri, reprezentând stiluri arhitecturale aflate la distanță de 2000 de ani.